# Botel Matylda

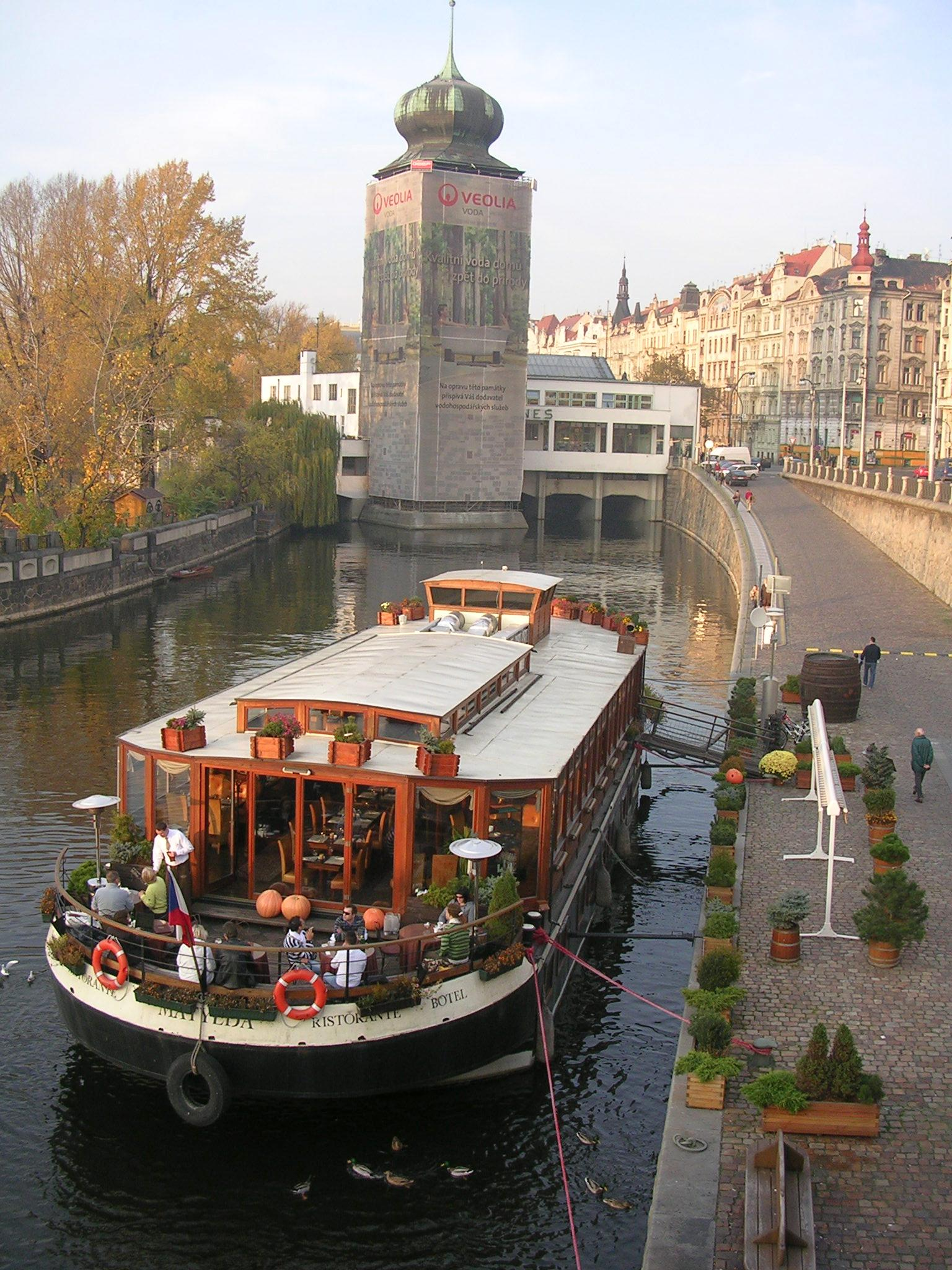
Botel Matylda, na pozadí Šítkovská vodárenská věž a Mánes

Botel Matylda je pátý pražský botel (plovoucí hotel). Byl otevřen 15. ledna 2007 a je zakotven v Praze na Novém Městě u náplavky pravého břehu ramene Vltavy při Masarykově nábřeží a Jiráskově náměstí, mezi Jiráskovým mostem a začátkem Slovanského ostrova, u Mánesa.
Ve srovnání se čtyřmi velkými pražskými botely je malý, je na něm jen 7 dvoulůžkových pokojů a restaurant.